# Vũ trụ De Sitter
Một vũ trụ de Sitter là một nghiệm vũ trụ học cho các phương trình trường Einstein của thuyết tương đối rộng, được đặt theo tên của Willem de Sitter. Một nghiệm như vậy mô hình vũ trụ như là một không gian phẳng và bỏ qua vật chất thông thường, vì vậy động lực học của vũ trụ chỉ bị chi phối bởi hằng số vũ trụ, được cho là tương ứng với năng lượng tối trong vũ trụ của chúng ta hoặc trường giản nỡ (inflation field) trong vũ trụ sơ khai. Theo các mô hình giãn nở và các quan sát hiện tại về sự mở rộng gia tăng của vũ trụ, các mô hình phù hợp của vũ trụ học vật lý đang hội tụ về một mô hình nhất quán trong đó vũ trụ của chúng ta được mô tả tốt nhất như là vũ trụ de Sitter vào một thời điểm. {\displaystyle t=10^{-33}} giây sau điểm kỳ dị Big Bang, và xa trong tương lai.

## Biểu thức toán học
Một vũ trụ de Sitter không có vật chất thông thường nhưng có hằng số vũ trụ dương ({\displaystyle \Lambda }) xác định tốc độ mở rộng {\displaystyle H}. Hằng số vũ trụ càng lớn thì tốc độ giãn nở càng lớn:
{\displaystyle H\propto {\sqrt {\Lambda }},}

Sự tiến hóa của vũ trụ de Sitter (màu xanh đậm, đường cong trên cùng) so với các mô hình khác.

Người ta thường mô tả một một phần của nghiệm này như một vũ trụ giãn nở có dạng FLRW trong đó hệ số tỷ lệ được cho bởi 
{\displaystyle a(t)=e^{Ht},}
trong đó hằng số {\displaystyle H} là hằng số Hubble và {\displaystyle t} là thời gian. Như trong tất cả các không gian FLRW, {\displaystyle a(t)}, hệ số tỷ lệ, mô tả sự mở rộng của các khoảng cách trong không gian vật lý.